# 山東省
山東省（さんとうしょう、山东省、拼音: Shāndōng Shěng、Shandong）は、中華人民共和国の省の一つ。略称は周代の国名より魯。山東とは太行山脈の東方の意。北には渤海、東には黄海があり、黄河の下流に位置する。人口9579.3万人、面積157,126平方キロメートル。省都は済南市。他に青島市・泰安市・煙台市などの主要都市がある。
山東省は中国における主要な経済大省の一つで、全国で3番目に経済規模の大きな省である。2022年の地域総生産（GDP）は約8.74兆元に達し、その規模はスペインと同程度に相当する。また、工業生産額は全国第2位で、特に重工業や製造業が発展している。
さらに、山東省は観光地としても有名である。美しい海岸線を有し、泰山や崂山といった名峰もそびえている。歴史的にも多くの偉人を輩出しており、春秋時代には孔子、孟子、孫子（孫武）といった歴史文化の偉人が活躍した。料理では、中国四大料理の一つである魯菜が発展し、膠東料理、済南料理、孔府料理の三系統に分かれ、それぞれ独自の特色を持っている。

## 地理
北を河北省と接し、南を河南省・安徽省・江蘇省と接する。山東半島が渤海と黄海に突き出し、遼東半島と相対している。
北西部・西部・南西部はすべて華北平野の一部を占め、ほぼ平坦である。しかし中部は山がちで、蒙山山脈や泰山山脈は特に有名である。東部は丘陵地の多い山東半島となって海に面している。山東省の最高地点は泰山の玉皇頂で、標高は1,545m。
黄河が山東省西部を貫き、山東省の北部で渤海に流入している。多くの土砂を運ぶ黄河は自然堤防を形成し天井川と化しているため、山東省で黄河に入る支流はない。このため山東省は黄河を境に北は海河流域、南は淮河流域となっている。また黄河と長江を結ぶ大運河も省内を北西から南東に貫いている。南西端の微山湖は南北120km、面積1,266平方kmの華北最大の淡水湖である。
山東省の海岸線は3,000kmに及ぶ。山東半島の海岸は岩が多く、崖や湾、沖合いの島なども多い。萊州湾は渤海の最南部に当たる湾で、山東省の北海岸は東営市から煙台市にかけて広がっている。山東省の南海岸には膠州湾が山東半島に食い込んでおり、その沿岸に港湾都市の青島がある。廟島諸島が山東半島北岸から北に向かって伸びている。
気候は穏やかであるが、東海岸に面しているため夏は蒸し暑く冬は乾燥して寒い。平均気温は1月で-5度から1度、7月で24度から28度。年平均降水量は550mmから950mm。

## 経済
経済規模では広東省、江蘇省に次いで第3位の実力をもち、渤海湾経済圏を構成する。山東半島沿海部の青島、威海などの都市が日本からの投資を集め、経済の牽引役となっている。山東省は日本に野菜を輸出していることでも知られる。また、日本のハクサイは日清、日露戦争後にここから持ち込まれたとされている。

## 行政区画
| №                | 名称   | 中国語表記 | 拼音           | 面積 (K㎡) | 人口 (2020年) | 政府所在地 |
| ---------------- | ------ | ---------- | -------------- | ---------- | ------------- | ---------- |
| #                | 山東省 | 山东省     | Shāndōng Shěng | 156510.00  | 101,527,453   | 済南市     |
| 山東省の行政区画 |        |            |                |            |               |            |
|                  |        |            |                |            |               |            |
| — 副省級市 —     |        |            |                |            |               |            |
| 1                | 済南市 | 济南市     | Jǐnán Shì      | 10247.01   | 9,202,432     | 歴下区     |
| 2                | 青島市 | 青岛市     | Qīngdǎo Shì    | 11175.30   | 10,071,722    | 市南区     |
| — 地級市 —       |        |            |                |            |               |            |
| 3                | 浜州市 | 滨州市     | Bīnzhōu Shì    | 9444.65    | 3,928,568     | 浜城区     |
| 4                | 徳州市 | 德州市     | Dézhōu Shì     | 10356.32   | 5,611,194     | 徳城区     |
| 5                | 東営市 | 东营市     | Dōngyíng Shì   | 7923.26    | 2,193,518     | 東営区     |
| 6                | 菏沢市 | 菏泽市     | Hézé Shì       | 12193.85   | 8,795,939     | 牡丹区     |
| 7                | 済寧市 | 济宁市     | Jǐníng Shì     | 11186.98   | 8,357,897     | 任城区     |
| 8                | 淄博市 | 淄博市     | Zībó Shì       | 5965.17    | 4,704,138     | 張店区     |
| 9                | 聊城市 | 聊城市     | Liáochéng Shì  | 8714.57    | 5,952,128     | 東昌府区   |
| 10               | 臨沂市 | 临沂市     | Línyí Shì      | 17191.21   | 11,018,365    | 蘭山区     |
| 11               | 日照市 | 日照市     | Rìzhào Shì     | 5347.99    | 2,968,365     | 東港区     |
| 12               | 泰安市 | 泰安市     | Tài'ān Shì     | 7761.83    | 5,472,217     | 泰山区     |
| 13               | 濰坊市 | 潍坊市     | Wéifāng Shì    | 16143.14   | 9,386,705     | 奎文区     |
| 14               | 威海市 | 威海市     | Wēihǎi Shì     | 5796.98    | 2,906,548     | 環翠区     |
| 15               | 煙台市 | 烟台市     | Yāntái Shì     | 13746.47   | 7,102,116     | 萊山区     |
| 16               | 棗荘市 | 枣庄市     | Zǎozhuāng Shì  | 4563.22    | 3,855,601     | 薛城区     |

## 山東省出身の著名人
- 桓公（春秋時代の斉を覇者に導いた君主、春秋五覇の一）
- 孔子（春秋時代の魯の儒家）
- 孟子（戦国時代の儒家）
- 孫子（孫武、戦国時代の兵家、『孫子』の兵法の著者）
- 孫臏（戦国時代の兵家、『孫臏兵法』の著者）
- 呉起（戦国時代の兵家、『呉子』の著者）
- 于定国（前漢時代の丞相）
- 諸葛亮（三国蜀の宰相、諸葛孔明）
- 王羲之（六朝時代の書家）
- 王献之（六朝時代の書家、王羲之の子）
- 賈思勰（六朝時代の農学者、『斉民要術』の著者）
- 顔真卿（唐の書家）
- 蒲松齢（清の作家、『聊斎志異』（りょうさいしい）の著者）
- 莫言（作家、ノーベル文学賞受賞、山東大学教授）
- 牟宗三（新儒家）
- 江青（中華人民共和国建国の父毛沢東の夫人、文化大革命の中心的指導者、作家）
- 呂思清（バイオリニスト）
- 王岐山（政治家、中華人民共和国副主席）
- エリック・ヤン（Zoomビデオコミュニケーションズ創設者）

## 教育
- 山東大学
- 中国海洋大学
- ハルビン工業大学（威海）
- 中国石油大学（華東）
- 青島大学
- 山東師範大学
- 曲阜師範大学
- 山東科学技術大学
- 山東農業大学
- 山東第一医科大学
- 山東中医薬大学
- 山東財経大学
- 山東理工大学
- 青島科技大学
- 青島理工大学
- 青島農業大学
- 聊城大学
- 魯東大学
- 山東女子学院
- 煙台大学
- 済南大学
- 山東交通学院
- 青島工学院
- 浜州医学院
- 山東工商学院
- 山東体育学院